# Jesup (Georgia)
Jesup város az Amerikai Egyesült Államok Georgia államában, Wayne megyében, melynek megyeszékhelye is. Lakosainak száma 9809 fő (2020. április 1.).

## Népesség
A település népességének változása:

| 2010 | 10 214 |
| 2020 | 9 809  |